# IC 376
IC 376 ist eine linsenförmige Galaxie vom Hubble-Typ SAB0/a im Sternbild Eridanus am Südsternhimmel. Sie ist schätzungsweise 427 Millionen Lichtjahre von der Milchstraße entfernt und hat einen Durchmesser von etwa 75.000 Lj.
Im selben Himmelsareal befinden sich u. a. die Galaxien IC 375, IC 377, IC 378, IC 380.
Entdeckt wurde das Objekt am 14. Oktober 1891 vom französischen Astronomen Stéphane Javelle.